# David J. Ryder
Pour les articles homonymes, voir Ryder.
David J. Ryder, né le 14 octobre 1955 est le directeur de la Monnaie des États-Unis depuis 2018. Il a occupé le même poste de 1992 à 1993.

## Carrière

### Débuts en politique
David J. Ryder travaille pour le département du commerce des États-Unis en tant que commissaire général adjoint du pavillon américain à l'exposition universelle de 1984 en Louisiane (1983-1984), puis commissaire général (1984-1985). De 1985 à 1986, il travaille au bureau du vice-président des États-Unis en tant que directeur de l'avancement. Il est directeur des opérations pour TCOM Systems, Inc. de 1986 à 1988.
Il est directeur des opérations de la convention nationale républicaine de 1988. Après la victoire de George H. W. Bush à l'élection présidentielle américaine de 1988, Ryder est directeur de la gestion et des opérations de l'équipe de transition de M. Bush. De 1989 à 1990, il est chef de cabinet adjoint du bureau du vice-président des États-Unis. De 1990 à 1991, il est trésorier adjoint des États-Unis.

### Premier mandat de directeur de la Monnaie
En 1991, le président Bush nomme Ryder au poste de directeur de la Monnaie des États-Unis, qu'il occupe de septembre 1992 à novembre 1993 dans le cadre d'une nomination temporaire.

### Secteur privé
M. Ryder rejoint Secure Products, une entreprise « spin-off » de la Sarnoff Corporation (en), lancée en 1994. En 2007, Honeywell Corporation rachète Secure Products, où Ryder occupe le poste de directeur du développement commercial mondial et de directeur général de la division Devises de Honeywell Authentication Technologies. 

### Second mandat de directeur de la Monnaie
En 2017, Ryder est de nouveau nommé directeur de la Monnaie des États-Unis, cette fois par le président Donald Trump et confirmé par un vote à voix haute le 21 mars 2018.
En 2021, Ryder est nommé l'une des personnes les plus influentes du monde de la numismatique (1960-2020),. Le 24 septembre 2021, il annonce qu'il démissionne de son poste de directeur de la Monnaie à compter du 1er octobre.
Au cours de son mandat, Ryder est également à l'origine d'un changement majeur dans les séries phares de pièces d'argent et d'or de la Monnaie, l'American Silver Eagle et l'American Gold Eagle, qui ont toutes deux vu l'introduction de nouveaux motifs de revers pour la première fois depuis 1986, conçus respectivement par Emily Damstra et Jennie Norris. Le changement de dessin est effectué à la suite de la demande de Ryder au secrétaire au Trésor Steven Mnuchin. Le changement de dessin comprend également de nouvelles caractéristiques anti-contrefaçon sur les deux pièces, qui sont à la fois apparentes et cachées,.
Ryder nomme également le 14e chef graveur de la Monnaie, Joseph Menna, en février 2019 — la première personne à occuper ce poste depuis le départ à la retraite de John M. Mercanti en 2010.